# VisionAire 500K
VisionAire 500k (no Brasil: Grande Prêmio de Charlotte) foi disputado no Lowe's Motor Speedway. Desde 1960 faz parte da NASCAR. Fez parte da Indy Racing League entre as temporadas de 1997 e 1999. 

## Vencedores

### Indy Racing League
| Ano  | Nome da corrida | Vencedor                                                         | Chassis                                                          | Motor                                                            | Equipe                                                           | Detalhes |
| ---- | --------------- | ---------------------------------------------------------------- | ---------------------------------------------------------------- | ---------------------------------------------------------------- | ---------------------------------------------------------------- | -------- |
| 1997 | VisionAire 500k | Buddy Lazier                                                     | Dallara                                                          | Oldsmobile                                                       | Hemelgarn Racing                                                 | Detalhes |
| 1998 | VisionAire 500k | Kenny Bräck                                                      | Dallara                                                          | Oldsmobile                                                       | A.J. Foyt Enterprises                                            | Detalhes |
| 1999 | VisionAire 500k | Corrida cancelada após 79 voltas devido a morte de um espectador | Corrida cancelada após 79 voltas devido a morte de um espectador | Corrida cancelada após 79 voltas devido a morte de um espectador | Corrida cancelada após 79 voltas devido a morte de um espectador | Detalhes |